# جورج فلمنج
جورج فلمنج (بالإنجليزية: George Fleming)‏ (22 سبتمبر 1948 في المملكة المتحدة - ) هو مدرب كرة قدم ولاعب كرة قدم بريطاني في مركز الوسط. لعب مع دندي يونايتد وسانت جونستون وهارت أوف ميدلوثيان.

## وصلات خارجية
- جورج فلمنج على موقع قاعدة بيانات كرة القدم.إي يو (الإنجليزية)